# Martinez (Califórnia)
Martinez é uma cidade localizada no estado norte-americano da Califórnia, no condado de Contra Costa, do qual é sede. Foi incorporada em 1 de abril de 1876.

## Geografia
De acordo com o United States Census Bureau, a cidade tem uma área de 34 km², onde 31,4 km² estão cobertos por terra e 2,6 km² por água.

## Demografia
Segundo o censo nacional de 2010, a sua população é de 35 824 habitantes e sua densidade populacional é de 1 140,29 hab/km². É a 9ª cidade mais populosa do condado de Contra Costa. Possui 14 976 residências, que resulta em uma densidade de 476,69 residências/km².

## Lista de marcos
A relação a seguir lista as entradas do Registro Nacional de Lugares Históricos em Martinez. Aquelas marcadas com ‡ também são um Marco Histórico Nacional.
- Borland House
- Contra Costa County Courthouse Block
- Contra Costa County Hall of Records
- John Muir National Historic Site‡
- Martinez City Library
- Martinez Downtown Post Office
- Martinez Grammar School Annex
- Port Chicago Naval Magazine National Memorial
- Tucker House